# Twenty20
Twenty20, ofte forkortet til T20, er en kort form for cricket. I en Twenty20 kamp spiller begge hold en inning hver, som højst består af 20 overs.
En typisk Twenty20 kamp varer omkring tre og en halv time, hvor hver inning varer ca. 90 minutter med en pause på ca. 20 minutter i mellem hver inning.
| Sport | Spire Denne artikel om sport er en spire som bør udbygges. Du er velkommen til at hjælpe Wikipedia ved at udvide den. |